# میون موکائیچی
میون موکائیچی (انگلیسی: Mion Mukaichi؛ زادهٔ ۲۹ ژانویهٔ ۱۹۹۸) بازیگر، و بازیگر خردسال اهل ژاپن است.